# John Wesley Harding (canción)
«John Wesley Harding» es una canción del músico estadounidense Bob Dylan, publicada en el álbum de estudio homónimo.

## Historia
Dylan comentó a Jann Wenner en una entrevista con Rolling Stone en 1969 que la canción «comenzó como una larga balada. Iba a escribir una balada de... quizás como uno de esos viejos vaqueros... ya sabes, una verdadera balada larga. Pero a mitad de la segunda estrofa, me cansé. Tenía una melodía, y no quería gastar la melodía; era una agradable pequeña melodía, de modo que compuse una tercera estrofa y la grabé».
El biógrafo Clinton Heylin comentó que Dylan había tenido un interés bien documentado en vaqueros forajidos, incluyendo Jesse James y Billy el Niño, y en el pasado comentó que su canción popular favorita era «John Hardy», cuyo personaje en la vida real asesinó a otro hombre en 1893 durante un juego. John Wesley Harding fue otro forajido de finales del siglo XIX. Dylan indicó que escogió a John Wesley Hardin como protagonista por encima de otros malvados porque su nombre «[encajaba] en el tempo» de la canción. Dylan añadió la ge al final del apellido Hardin por error.
La canción fue grabada en dos únicas tomas el 6 de noviembre de 1967 en el estudio A de los Columbia Music Row Studios de Nashville. Aunque ambas tomas fueron consideradas para el álbum, al final fue elegida la segunda toma.

## Versiones
«John Wesley Harding» ha sido versionada por McKendree Spring en su álbum epónimo de 1969, así como por Tom Russell, Wesley Willis, Michel Montecrossa, y la banda holandesa Second Floor.

## Personal
- Bob Dylan: voz, guitarra y armónica
- Charlie McCoy: bajo
- Kenneth Buttrey: batería